# Влада и Бајка
Влада и Бајка је југословенски и српски рок бенд основан у Београду, а чине га дуо Владимир Марковић Влада и Драгутин Балабан Бајка.

## Историја
Дуо Влада и Бајка формирали су 1968. године пријатељи Владимир Марковић и Драгутин Балабан, обојица су свирали акустичне гитаре и певали, а уједно били и чланови АКУД „Бранко Крсмановић“ Београд. Године 1971. заједно са АКУД „Бранко Крсмановић“ отишли су на турнеју у Сједињене Државе, где су наступали као дуо и изводили песме америчког фолк рок састава Сајмон и Гарфанкел. Након повратка из Сједињених Држава, снимили су српску верзију песме The Sound of Silence, односно Звук тишине, са којом су освојили на такмичењу Студио 6 вам пружа шансу и добили прилику да издају сингл. Њихов деби сингл издат је под окриљем продукцијске куће ПГП РТБ, 1971. године и садржи песме Звук тишине и Цецилија, прераду истоимене песме бенда Сајмон и Гарфанкел. У то време успоставили често су наступали на Радију Београд у вечерњим емисијама, као и на телевизијском програму РТС у емисијама Серије које нема и Поздравите све код куће.
Са Марковићевим песмама, дуо је наступао на разним фестивалима широм СФРЈ, 1973. године на Опатија фестивалу са песмом Док те гледам, а исте године и на Омладинском фестивалу у Суботици са песмом Лутања, а 1974. године са песмом Нови свет на Београдском пролећу.
На епу Док те гледам, међу четири песме нашле су се и Лутања и Нови свет, а издате су за ПГП РТБ, 1973. године.
Након издавања сингла, на којем су се нашле песме Облак и За коју ноћ, писане од стране Добрише Цесарића, бенд се распушта. Након распуштања бенда, Марковић и Балабан придружили су се хору Радио-телевизије Србије. Марковић је завршио Београдску музичку академију и почео да ради као музички продуцент у Студију 6. Балабан је завршио Универзитет уметности у Београду и постао маркетиншки стручњак за Радио-телевизију Србије, а деведесетих година радио је као уредник београдског Радија 101.

## Поновно оснивање (1993—1995)
Године 1993. бенд Влада и Бајка поново је био активан, а од новембра до јуна наредне године снимали су албум Ја нисам ја, издат од стране продукцијске куће ПГП РТС, 1994. године. На снимањима присуствовали су бројни музичари, а на њиховој песми Београд гостовали су певачи Бора Ђорђевић и Душан Прелевић, као и глумци Драган Николић, Никола Којо и Драган Бјелогрлић. На албуму се нашло четрнаест песама, укључујући и песму Облак. У исто време, песма Облак нашла се на компилацији Све смо могли ми: Акустичарска музика, која је изашла под окриљем продуцентске куће Комуна.
Након издавања албума бенд је организовао промоцију албума, са концертом Одбрана Београда, 5. априла 1995. године, алудирајући на све већу популарност турбо фолк музике у Србији. На концерту су извођене нумере Београд, Дуга златна нит, Ој девојко душо моја и све су нашле на касети Мој Београд — Уживо, а албум је изашао по окриљем продукцијске куће Југотон Београд 1995. године, а бенд је након тога још једном распуштен. У периоду од 2001—2006. године Марковић је био управник ПГП РТС-а, 2004. године одрадио је музику за филм Драгана Марковића, Диши дубоко.

## Реоснивање 2011. године
У априлу 2011. године Марковић и Балабан су учествовали у пројекту за Јапан, који је организовала Радио-телевизија Србије, у знак подршке због Земљотреса и цунамија у Токију 2011. Издали су песму за коју је снимљен промотивни видео Смех уместо суза, у којем су још учествовали Љуба Нинковић, Дуда Безуха, Лена Ковачевић, Биља Крстић и дечју хор Радио-телевизије Србије. Током исте године, 10. децембра дуо се појавио на прослави 5. годишњице Омладинског фестивала, где су извели песму Облак.

## Дискографија

### Студијски албуми
- Ја нисам ја (1994)

### Албуми уживо
- Мој Београд — Уживо (1995)

### Мини-албуми
- Док те гледам (1973)

### Синглови
- Цецилија (1971)
- Нови свет (1973)
- Облак (1975)

## Фестивали
Београдско пролеће:
- Ново време, '73

Опатија:
- Док те гледам, '73
- Ако осећаш, '79

Омладина, Суботица:
- Лутања, '73
- Облак, поводом 50. годишњице Суботичког фестивала младих, 2011

Скопље:
- Клечим и молим (као пратња уз Бобу Стефановића), '72

Загреб:
- Никад није вито твоје тело, (Вече шансона), '86